# Gesetz über Maßnahmen der Staatsnotwehr
Das Gesetz über Maßnahmen der Staatsnotwehr vom 3. Juli 1934 war ein Gesetz der Reichsregierung, mit dem die politische Führung des Dritten Reiches unter Adolf Hitler rückwirkend die Handlungen der Nationalsozialisten rechtfertigte, die gegen die so genannten Röhm-Putschisten begangen worden waren. Aufgrund des Ermächtigungsgesetzes vom 24. März 1933 war für dieses Gesetz kein Beschluss des Reichstags erforderlich.
Das Einzelfallgesetz bestand aus einem einzigen Artikel:
Das Gesetz wurde von Hitler als Reichskanzler, Wilhelm Frick (Reichsminister des Innern) und Franz Gürtner (Reichsminister der Justiz) unterzeichnet und gilt als Prototyp nationalsozialistischen Unrechts, da sich die Regierung zum Richter in eigener Sache erhob. 
Hitler bezeichnete sich in seiner Rede vor dem Deutschen Reichstag am 13. Juli 1934 dann als „des deutschen Volkes oberster Gerichtsherr“. Der Reichstag billigte die Erklärung und dankte ihm ausdrücklich für die Rettung vor Bürgerkrieg und Chaos. Carl Schmitt rechtfertigte in der Deutschen Juristen-Zeitung vom 1. August 1934 in einem Artikel mit dem Titel „Der Führer schützt das Recht. Zur Reichstagsrede Adolf Hitlers vom 13. Juli 1934“ die Tötungsbefehle als Akte echter Gerichtsbarkeit. Der Führer habe „im Augenblick der Gefahr kraft seines Führertums als oberster Gerichtsherr unmittelbar Recht“ geschaffen.
Das Gesetz wurde durch das Kontrollratsgesetz Nr. 11 vom 30. Januar 1946 (ABl. S. 55) aufgehoben.